# 第四号駆潜艇
第四号駆潜艇（だいよんごうくせんてい）は、日本海軍の駆潜艇。普遍的には第四号型駆潜艇の1番艇とされているが、海軍省が定めた特務艇類別等級および艦艇類別等級では第一号型駆潜艇の4番艇。太平洋戦争の終戦直前に戦没した。

## 艇歴
③計画の300トン型駆潜艇、仮称艦名第64号艦として計画。1938年1月19日、大阪鉄工所桜島工場で起工。5月28日、第四号駆潜艇と命名され、特務艇/駆潜艇/第一号型の4番艇に定められる。9月13日進水。12月28日竣工し、本籍を佐世保鎮守府に定められ、佐世保防備隊附属に編入。
1940年11月15日、艦艇類別等級と特務艇類別等級の改正により、特務艇の駆潜艇から艦艇の駆潜艇となり、本籍を佐世保鎮守府に定められる。同日本艇、第5号駆潜艇、第6号駆潜艇の3隻で第二十一駆潜隊を新編し、司令駆潜艇に指定された。同日付で第二十一駆潜隊（以下、1942年5月1日まで第二十一駆潜隊の行動）は第二艦隊第一根拠地隊に編入。1941年3月まで内地で訓練に従事。
1941年1月15日、第二艦隊第二根拠地隊に編入。3月25日に訓練を終え中支沿岸に出撃し、交通遮断に従事。4月10日、第三艦隊第二根拠地隊に編入。6月10日、支那方面艦隊作戦指揮下に編入。7月15日から8月まで軍隊区分ふ号艦隊第一護衛隊に配され、ふ号作戦では船団護衛やカムラン湾の警戒に従事。ふ号作戦終了後、支那方面艦隊作戦指揮を解かれて第二根拠地隊指揮下に復帰。8月27日に佐世保へ帰還し訓練と警戒に従事。10月1日、第二十一駆潜隊に第16号駆潜艇、第17号駆潜艇、第18号駆潜艇の3隻が編入され6隻編制となった。10月24日、司令駆潜艇を第17号駆潜艇へ継承。11月26日、寺島水道を発し、30日馬公着。
太平洋戦争の開戦時は軍隊区分菲島部隊第二急襲隊に配され、第四水雷戦隊司令官の指揮下で行動。12月7日に馬公を出撃しビガン攻略に従事。12日、ビガン泊地の警戒任務を解かれ高雄へ回航。18日から24日までリンガエン攻略に従事し、続けてダバオの攻略に従事。
1942年1月24日からは厳島に座乗した第二根拠地隊司令官の直接指揮下でボルネオ島南東部の攻略に従事。3月10日、第二南遣艦隊第二十二特別根拠地隊に編入。5月1日、本艇は第5号駆潜艇、第6号駆潜艇とともに第二十一駆潜隊から除かれ、第二十二特別根拠地隊附属に編入された。以後、沈没するまで第二十二特別根拠地隊附属から転出せず、マニラからボルネオ島南東部にかけての船団護衛、哨戒等に従事した。
1944年4月18日、スラウェシ島ライカン湾で触礁し艇底を破損。6月13日までスラバヤの第百二海軍工作部で修理。11月8日、B02船団（特設運送船第二菱丸、同共榮丸）を第2号哨戒艇ら4隻とともに護衛しマニラ発。11日に第二菱丸がアメリカ潜水艦ハッドの攻撃により、16日には共榮丸が爆撃によりそれぞれ撃沈され船団は消滅した。
1945年8月13日、スラバヤ西水道で触雷し沈没した。
1947年5月3日、第四号駆潜艇は海軍編制の廃止に伴い除籍された。

## 駆潜艇長
艤装員長
1. （兼）川崎陸郎 少佐：1938年10月1日 - 1938年11月1日 （本職：春風駆逐艦長）
2. 大西勇治 大尉：1938年11月1日 - 1938年12月28日

駆潜艇長
1. （兼）大田春男 中佐：1940年11月15日 - 1940年12月5日 （本職：第二十一駆潜隊司令）
2. 千本木徳二 予備大尉：1940年12月5日 - 1941年9月20日
3. 福地秋二 予備大尉/予備少佐/少佐：1941年9月20日 - 1943年8月28日
4. 野間龍雄 大尉/少佐：1943年8月28日 - 1944年12月25日
5. 永田守 大尉/少佐：1944年12月25日 - 1945年8月30日